# برف بی‌صدا می‌بارد

نشان‌واره مجموعه تلویزیونی برف بی‌صدا می‌بارد

برف بی صدا می‌بارد یک مجموعه تلویزیونی ایرانی در ژانر درام اجتماعی است که به کارگردانی پوریا آذربایجانی و تهیه‌کنندگی محمدرضا شفیعی بر اساس آخرین نوشته مسعود بهبهانی‌نیا ساخته شده‌است. این مجموعه قصه تلاش‌های یک دشمن قدیمی برای برهم زدن اتحاد یک خانواده اصیل ایرانی را در سه دهه مختلف ۱۳۶۰، ۱۳۷۰ و ۱۳۹۰ روایت می‌کند. ۶۸ قسمت از ۱۰۰ قسمت تولید شده این مجموعه از ۳ دی تا ۲۵ اسفند ۱۴۰۰ به روی آنتن شبکه ۳ سیما رفت اما همزمانی با مناسبت‌های عید نوروز و ماه رمضان پخش آن را متوقف و همچنین به دلیل مشکلاتی این وقفه تا تیر ۱۴۰۱ ادامه پیدا کرد. ۳۲ قسمت باقی‌مانده فصل اول، از ۱۴ تیر تا ۲۰ مرداد ۱۴۰۱ پخش شد. فصل بعدی این محموعه در دست ساخت قرار دارد

## بازیگران
| بازیگر             | نقش                   | توضیح |
| ------------------ | --------------------- | --- |
| پوریا شکیبایی      | حبیب جعفرزاده (کیانی) | برادر نرگس،پسر آهو و ابراهیم و کارمند شرکت عطا، دایی نگار، برادر زن سابق داوود و فعلی منصور، شریک و همسر سیمین شکیبا،نقش اصلی     |
| فرهاد آئیش         | عطاالله شکیبا         | همسر شکوه،پدر سیمین و نسرین و سهیلا و دانیال و پگاه،برادر گوهر،دایی احمد و سعید،شریک سابق ابراهیم                                 |
| مائده طهماسبی      | شکوه فرهمند           | همسر عطا،مادر سیمین و نسرین و سهیلا و دانیال و پگاه،خواهر فرهاد،زن برادر گوهر،زن دایی احمد و سعید                                 |
| الیکا عبدالرزاقی   | سیمین شکیبا           | همسر حبیب،شریک حبیب،دختر عطا و شکوه،خواهر نسرین و سهیلا و دانیال و پگاه،برادر زاده گوهر،دختر دایی احمد و سعید،نامزد سابق شهاب     |
| پوریا پورسرخ       | شهاب کاشانی           | پزشک،پسر فرنگ،نامزد سابق سیمین |
| مریم شیرازی        | نسرین شکیبا           | دختر عطا و شکوه، خواهر سیمین و سهیلا و پگاه و دانیال، همسر احمد، دختر دایی احمد و سعید، پرستار ، برادر زاده گوهر                  |
| پاشا رستمی         | احمد سنایی            | خواهر زادهٔ عطا، پسر گوهر و پرویز، برادر سعید، همسر نسرین و پسر عمه سیمین، نسرین، سهیلا، پگاه و دانیال، نوه ماهرخ و اعتصام         |
| مینا وحید          | نرگس جعفرزاده         | خواهر حبیب، دختر ابراهیم و آهو، همسر منصور، مادر نگار و همسر سابق داوود                                                           |
| پانته‌آ سیروس       | گوهر شکیبا            | خواهر عطا، مادر احمد و سعید، عمه سیمین، نسرین، سهیلا، پگاه و دانیال، همسر سابق پرویز و عروس سابق اعتصام و ماهرخ و خواهر شوهر شکوه |
| محمدهادی دیباجی    | سعید سنایی            | پسر گوهر و حسین و برادر احمد و خواهر زاده عطا، پسر عمه سیمین، نسرین، سهیلا، پگاه و دانیال و شوهر منظر                             |
| مهسا طهماسبی       | سهیلا شکیبا           | دختر شکوه و عطا و خواهر سیمین، نسرین، پگاه و دانیال و برادر زاده گوهر و دختر دایی احمد و سعید                                     |
| ثریا قاسمی         | ماهرخ                 | مادر پرویز، مادربزرگ احمد و همسر اعتصام و مادر شوهر سابق گوهر                                                                     |
| آتیلا پسیانی       | پرویز اعتصام          | همسر اول و سابق گوهر، پدر اصلی احمد، پسر ماهرخ و اعتصام                                                                           |
| فریبا متخصص        | آهو                   | همسر ابراهیم، مادر حبیب و نرگس، مادر بزرگ نگار، مادر زن سابق داوود و مادر شوهر سیمین                                              |
| رضا رویگری         | اعتصام                | پدر پرویز، همسر ماهرخ، مأمور ساواک و پدر شوهر سابق گوهر، پدربزرگ احمد                                                             |
| امید روحانی        | ابراهیم جعفرزاده      | همسر آهو، پدر حبیب و نرگس، شریک سابق عطا و پدر زن سابق داوود، پدر بزرگ نگار و پدر شوهر سیمین                                      |
| شایسته ایرانی      | منظر                  | همسر سعید |
| سیامک ادیب         | امروز                 | همسر بلور و نگهبان منزل عطا و پدر ترنج                                                                                            |
| هاله گرجی          | بلور                  | همسر امروز، کارگر خانهٔ عطا و مادر ترنج                                                                                            |
| آناهیتا اقبال نژاد | فرنگ                  | مادر شهاب |
| سارا توکلی         | سارا                  | دوست سیمین |
| مجید زارع زاده     | غیاثی                 | کارمند رده بالای گمرک، همسفر حاج عطا در حج، دوست حبیب                                                                             |
| سینا کرمی          | امیر صبوری            | خواهرزاده مهشید، منشی شرکت، دوست حبیب و منصور                                                                                     |
| امیر جنانی         | منصور ربیعی           | همسر نرگس، عکاس، دوست حبیب، مستأجر سابق یدالله                                                                                    |
| آیهان شایگان       | دانیال شکیبا          | پسر عطا و شکوه، برادر سیمین و نسرین و سهیلا و پگاه برادر زاده گوهر، پسردایی احمد و سعید                                           |
| نورا حنیفه زاده    | پگاه شکیبا            | دختر عطا و شکوه، خواهر سیمین و نسرین و سهیلا و دانیال برادر زاده گوهر، دختر دایی احمد و سعید                                      |